# Dante Boninfante
Dante Boninfante (Battipaglia, 7 marzo 1977) è un allenatore di pallavolo ed ex pallavolista italiano, di ruolo palleggiatore, tecnico della You Energy.

## Carriera

### Giocatore
La carriera di Dante Boninfante inizia nelle giovanili del Volley Treviso, nel 1994; nella stagione 1996-97 fa il suo esordio nella pallavolo professionistica, grazie alla promozione in prima squadra, militante nel campionato di Serie A1. Nella stagione 1997-98 passa al Napoli Volley, mentre nella stagione successiva è in Serie A2, con l'Indomita Salerno.
Nella stagione 1999-00 ritorna alla squadra trevigiana, dove resta per due annate vincendo la Supercoppa europea 1999, la Coppa Italia 1999-00, la Coppa dei Campioni 1999-00, la Supercoppa italiana 2000 e lo scudetto 2000-01. Il 24 novembre 2001 fa il suo esordio in nazionale durante una partita dell'All Star Game e con cui vince nello stesso anno la medaglia d'oro ai XIV Giochi del Mediterraneo.
Nella stagione 2001-02 viene ingaggiato dal 4 Torri Ferrara, club al quale resta legato per tre annate, per poi passare, nella stagione 2004-05 alla Gabeca Pallavolo di Montichiari, dove disputa due campionati.
Dopo una stagione nel BluVolley Verona, nella stagione 2007-08 viene ingaggiato dalla Pallavolo Piacenza, dove resta per tre annate vincendo uno scudetto ed una Supercoppa Italiana. Nella stagione 2010-11 torna nuovamente a Treviso, aggiudicandosi la Coppa CEV; con la nazionale vince la medaglia d'argento al campionato europeo.
Nella stagione 2011-12 viene ingaggiato dalla M. Roma Volley; con la nazionale vince la medaglia di bronzo ai Giochi della XXX Olimpiade di Londra. Nel mese di novembre 2012, per la stagione 2012-13, si trasferisce in Polonia, tra le file del KSP Skra Bełchatów.
Nella stagione 2013-14 torna in Italia, nuovamente nel club di Verona, mentre nella stagione successiva passa al Modena Volley, vincendo la Coppa Italia. Nel campionato 2015-16 approda alla Top Volley di Latina, anche se poco dopo l'inizio del campionato si trasferisce al Powervolley Milano, sempre in Superlega, dove resta anche per la stagione 2016-17, al termine della quale annuncia il suo ritiro dall'attività agonistica.

### Allenatore
Nella stagione 2017-18 diventa assistente allenatore della Trentino, in Superlega, dove resta anche nelle due annate successive.
Nel febbraio 2021 fa il proprio esordio come primo allenatore, andando a sostituire Paolo Mattia sulla panchina del Prata, in Serie A3 per la seconda metà della stagione 2020-21; nell'annata successiva, sempre alla guida del club friulano, conquista la Coppa Italia di Serie A3.
Nell'aprile 2022 viene nominato anche nuovo commissario tecnico della Grecia, restando in carica fino al 2023, mentre nella stagione 2024-25 approda alla Prisma Taranto, in Superlega. Per il campionato 2025-26 viene ingaggiato dalla You Energy, sempre nella massima divisione.

## Palmarès

### Giocatore

#### Club
- Campionato italiano: 2

2000-01, 2008-09
- Coppa Italia: 2

1999-00, 2014-15
- Supercoppa italiana: 2

2000, 2009
- Coppa dei Campioni: 1

1999-00
- Coppa CEV: 1

2010-11
- Supercoppa europea: 1

1999

#### Nazionale (competizioni minori)
- Giochi del Mediterraneo 2001
- Memorial Hubert Wagner 2011

### Allenatore

#### Club
- Coppa Italia di Serie A3: 1

2021-22